# 波旁鎮區 (伊利諾伊州道格拉斯縣)
波旁鎮區（英語：Bourbon Towbship）是位於美國伊利諾伊州道格拉斯縣的一個行政鎮區。

## 地方資料
根據2010年美國人口普查的數據，波旁鎮區的面積為112.00平方千米，當中陸地面積為111.60平方千米，而水域面積為0.40平方千米。當地共有人口4092人，而人口密度為每平方千米36.54人。